# Великоока акула австралійська
Великоока акула австралійська (Hemigaleus australiensis) — акула з роду Великоока акула родини Великоокі акули. Інша назва «австралійська акула-ласиця».

## Опис
Загальна довжина досягає 1,1 м. Середні розміри зазвичай досягають 1 м. Голова подовжена. очі великі, з мигательною перетинкою. За ними розташовані маленькі бризкальця. Рот помірно широкий. На верхній щелепі розташовано 28-30 робочих зубів. На нижній — 46-52. Останні на відміну від зубів верхньої щелепи гладенькі та вузькі. Зуби на верхній щелепі мають боковий нахил до кутів пащі, низку додаткових верхівок на однієї зі сторін. У неї 5 пар зябрових щілин. Тулуб стрункий, помірно щільне. Осьовий скелет нараховує 112—121 хребців. Грудні плавці помірно широкі, серпоподібні. Має 2 спинних плавця, з яких перший майже у 2 рази більше за задній. Передній спинний плавець широкий, розташований між грудними та черевними плавцями. Задній спинний плавець — дещо позаду анального. Хвостовий плавець гетероцеркальний, верхня лопать доволі довга.
Забарвлення спини сіро-буре або сіро-коричневе. Черево має білуватий колір. Кінчик заднього спинного плавця темного кольору.

## Спосіб життя
Тримається на глибинах до 170 м. Зустрічається в прибережних водах, шельфових районах материка й островів. Воліє до бухт та лагун. Живиться переважно кальмарами, каракатицями, дрібними восьминогами, менше — невеличкою костистою рибою та донними безхребетними.
Статева зрілість настає при розмірах 60-65 см. Вагітність триває до 6 місяців. Самиця народжує від 1 до 19, зазвичай 8, акуленят завдовжки до 30 см народження дитинчат відбувається 2 рази на рік.
Є об'єктом промислового вилову.

## Розповсюдження
Мешкає біля північного узбережжя Австралії.